# تاإيشي كوياما
تاإيشي كوياما (باليابانية: 小山 泰志) (مواليد 29 أبريل 1988)، هو لاعب كرة قدم سابق كان يلعب في محور ارتكاز.CDM

## وصلات خارجية
- تاإيشي كوياما على موقع قاعدة بيانات كرة القدم.إي يو (الإنجليزية)
- تاإيشي كوياما على موقع Soccerway.com (الإنجليزية)
- تاإيشي كوياما على موقع عالم كرة القدم.نت (الإنجليزية)